# Epèntesi
Epèntesi és un fenomen lingüístic que designa la inserció o intrusió d'un so vocàlic o consonàntic no etimològic a l'interior d'un mot. L'aparició del so nou sovint és deguda a causes de natura fonètica. Aquest és el cas quan l'epèntesi es produeix per a facilitar la pronunciació de determinades seqüències fòniques que poden requerir de fer un esforç articulatori especial, de manera que s'estableix una relació més efectiva entre els sons de l'estructura.
Un so epentètic és el resultat d'un fenomen de canvi fonològic fruit de l'evolució natural d'una llengua, i no es produeix regularment de la mateixa manera ni en els mateixos contextos fonètics en tots els dialectes. En el cas de l'epèntesi, la inserció es produeix en una posició intervocàlica. Quan el so s'afegeix al començ del mot, s'anomena pròtesi i a la fi del mot, s'anomena epítesi.
L'epèntesi més freqüent del català és la inserció d'una oclusiva homorgànica amb la primera entre els grups «lr», «mr» i «nr». El canvi ha tingut lloc als segles ix-x, per bé que mai no ha estat general. Fins avui romanen variants dialectals que no la fan. Exemples diacrònics d'epèntesi per al català són les «d» de paraules com «divendres» (del llatí dies veneris) o «gendre» (del llatí generis), les «b» en mots com «cambra» (del llatí camera). La «d» del futur i condicional dels verbs venir (vindré), voler (voldré) és epentètic, tal com als infinitius valencians o nord-occidentals: obtindre, voldre, vindre. Un exemple sincrònic d'epèntesi per al català és la v del mallorquí en mots com ara ravó per raó, llevó per lleó, Lluvisa per Lluïsa, o en altres parlars d'una g en un verb com (en)ra[g]onar. Altres exemples són la [j] epentètica del català continental a mots com ara «teiatre» (teatre) o «ideia» (idea). Al català nord-occidental, entre d'altres, l'epèntesi d'una «g» antihiàtica és freqüent, com en «cuga» per cua o «dugues» per dues. Pel que fa a vocals epentètiques, en català n'hi ha a les formes orals d'imperatiu seguit de pronoms de 1a i 2a perones del plural reduïts a 's (mirem's-e per mirem-nos), en infinitius amb pèrdua de -r final seguits de pronoms de 1a i 2a persones del plural en forma reduïda (emportà'ns-e per emportar-nos), les combinacions de pronoms de 1a i 2a persones del plural en forma reforçada (ens e surt per ens surt) i en imperatius sense alteració o infinitius amb pèrdua de -r final, seguits de combinacions de pronoms de 1a i 2a persones del plural en forma reduïda amb el pronom la (porta'ns-e-la per porta'ns-la).
Certes obres de referència anomenen epentètic també el so afegit a l'inici d'un mot. La GEC esmenta com a exemples d'epèntesi «la e de esmòquing i la r de tresor». T. Cabré i Monné parla d'«epèntesi inicial».